# Sinjar (nahija)
Nahija Sinjar (ar. ناحية سنجار) je nahija u okrugu Ma'arrat al-Nu'man, u sirijskoj pokrajini Idlib. Po popisu iz 2004. (prije rata), nahija je imala 33.721 stanovnika. Administrativno sjedište je u naselju Sinjar.